# Piotrków Trybunalski
Piotrków Trybunalski (prononcé : /ˈpʲɔtrkuf trɨbuˈnalskʲi/ ; en allemand : Petrikau) est une ville, située dans la voïvodie de Łódź, dans la partie centrale de la Pologne.
Elle est une des trois seules villes polonaises à arborer sur son blason l'aigle blanc national, de la dynastie Piast, c'est-à-dire sans la couronne.
La ville aurait été fondée par Piotr Włostowic (noble silésien du XIIe siècle) et le tribunal général de la province de Grande-Pologne y fut installé, d'où son nom.
De 1867 à la Première Guerre mondiale la ville est la capitale du gouvernement de Piotrków dans l’Empire russe.
La ville a été peuplée pendant des siècles par une importante communauté juive, dont les 25 000 membres, rassemblés dans un ghetto, ont été déportés par les nazis pendant la Seconde Guerre mondiale, principalement vers Treblinka.

## Administration
De 1975 à 1998, la ville était attachée administrativement à l'ancienne voïvodie de Piotrków .
 Depuis 1999, elle fait partie de la nouvelle voïvodie de Łódź.
Piotrków Trybunalski est une ville-powiat et est le siège administratif (chef-lieu) du powiat de Piotrków sans se trouver sur son territoire.

## Le marché du travail à Piotrków Trybunalski
Le marché du travail se caractérise par une grande diversité de professions et de secteurs d'activité. La plupart des offres d'emploi proviennent du secteur des services et de l'industrie, principalement de l'agroalimentaire et de l'électrotechnique. La ville compte également de nombreuses entreprises du bâtiment et des transports. Il est important de noter la forte demande de personnes possédant une formation technique et informatique. Bien que le chômage ait diminué ces dernières années, il reste supérieur à la moyenne nationale. Les personnes à la recherche d'un emploi peuvent utiliser les services de l'agence régionale du travail et des agences pour l'emploi, ainsi que des portails d'emploi comme Praca.pl. En mars 2023, il est également conseillé de consulter les annonces de travaux dans le bâtiment, les archives nationales, les centres culturels et les loisirs. Vous cherchez un emploi dans cette ville ? Commencez par vous familiariser avec les informations les plus importantes concernant la commune, le département et la situation économique régionale.
Selon les données publiées par le PUP de Piotrków Trybunalski, le nombre de chômeurs inscrits dans la ville en mars 2020 était de 1 878, et dans l'ensemble du district de 3 604. Le PUP accompagne les chômeurs de diverses manières : conseils, informations sur les opportunités, aide à la définition d'objectifs de revenus, aides financières, formations, etc. Les offres d'emploi actuelles sont également disponibles sur le site. Les chômeurs peuvent également accéder aux annonces via la base de données centrale des offres d'emploi. Il est important de noter que les candidats ukrainiens peuvent également bénéficier de l'aide de toutes les antennes du PUP en Pologne.

## Démographie
Données de 2006 :
| Description        | Total  | Total  | Femmes | Femmes | Hommes | Hommes |
| ------------------ | ------ | ------ | ------ | ------ | ------ | ------ |
| Unité              | Nombre | %      | Nombre | %      | Nombre | %      |
| Population         | 79 961 | 100    | 42 553 | 53     | 37 428 | 47     |
| Densité [hab./km²] | 1188,7 | 1188,7 | 630    | 630    | 558,7  | 558,7  |

## Climat
| Mois | I     | II    | III   | IV    | V     | VI    | VII   | VIII  | IX    | X     | XI    | XII   |
| --- | ----- | ----- | ----- | ----- | ----- | ----- | ----- | ----- | ----- | ----- | ----- | ----- |
| Température la plus élevée pendant la journée (°C)                                                                                             | +11,2 | +5,1  | +12,7 | +21,1 | +25,3 | +28,9 | +32,1 | +30,8 | +23,9 | +23,0 | +10,6 | +7,9  |
| Température quotidienne la plus faible (°C) | –31,2 | –13,2 | –6,4  | –3,9  | +1,8  | +1,8  | +8,0  | +5,6  | +2,1  | –3,2  | –2,9  | –10,0 |
| Source: Les données météorologiques d'été typique et le climat statistique pour le territoire polonais pour le calcul de l'énergie du bâtiment |       |       |       |       |       |       |       |       |       |       |       |       |

## Relations internationales

### Jumelages
- Esslingen am Neckar (Allemagne) depuis 1992
- Maladetchna (Biélorussie) depuis 1996
- Rivne (Ukraine) depuis 1997
- Velenje (Slovénie) depuis 1998
- Mosonmagyaróvár (Hongrie) depuis 2001
- Marijampolė (Lituanie) depuis 2002
- Vienne (France) depuis 2005
- Neath Port Talbot (Pays de Galles) depuis 2007

## Personnalités
- Ernestine Rose (1810–1892), Écrivaine féministe et militante des droits humains

- Françoise Frenkel (1889-1975), libraire à Berlin,
- Stefan Rowecki (1895-1944), commandant de l'Armia Krajowa (AK)
- Lazar Wechsler (1896-[1981], producteur de films en Suisse
- Alice Miller (1923-2010), psychanalyste
- Naphtali Lau-Lavie (1926-2014), journaliste, écrivain, diplomate
- Waldemar Otto (de) (1929-2020), sculpteur
- Mariusz Dmochowski (1930-1992), acteur et réalisateur
- Israel Meir Lau, (1937-), rabbin
- Bogdan Daras (1960-2025), lutteur
- Anita Lipnicka (pl) (1975-), auteur-compositeur
- Wioletta Frankiewicz (1977-), athlète

## Galerie

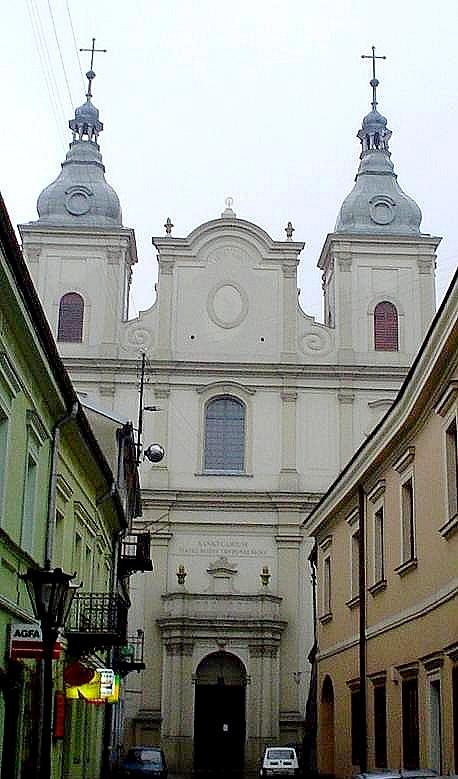
Église Saint-François-Xavier.
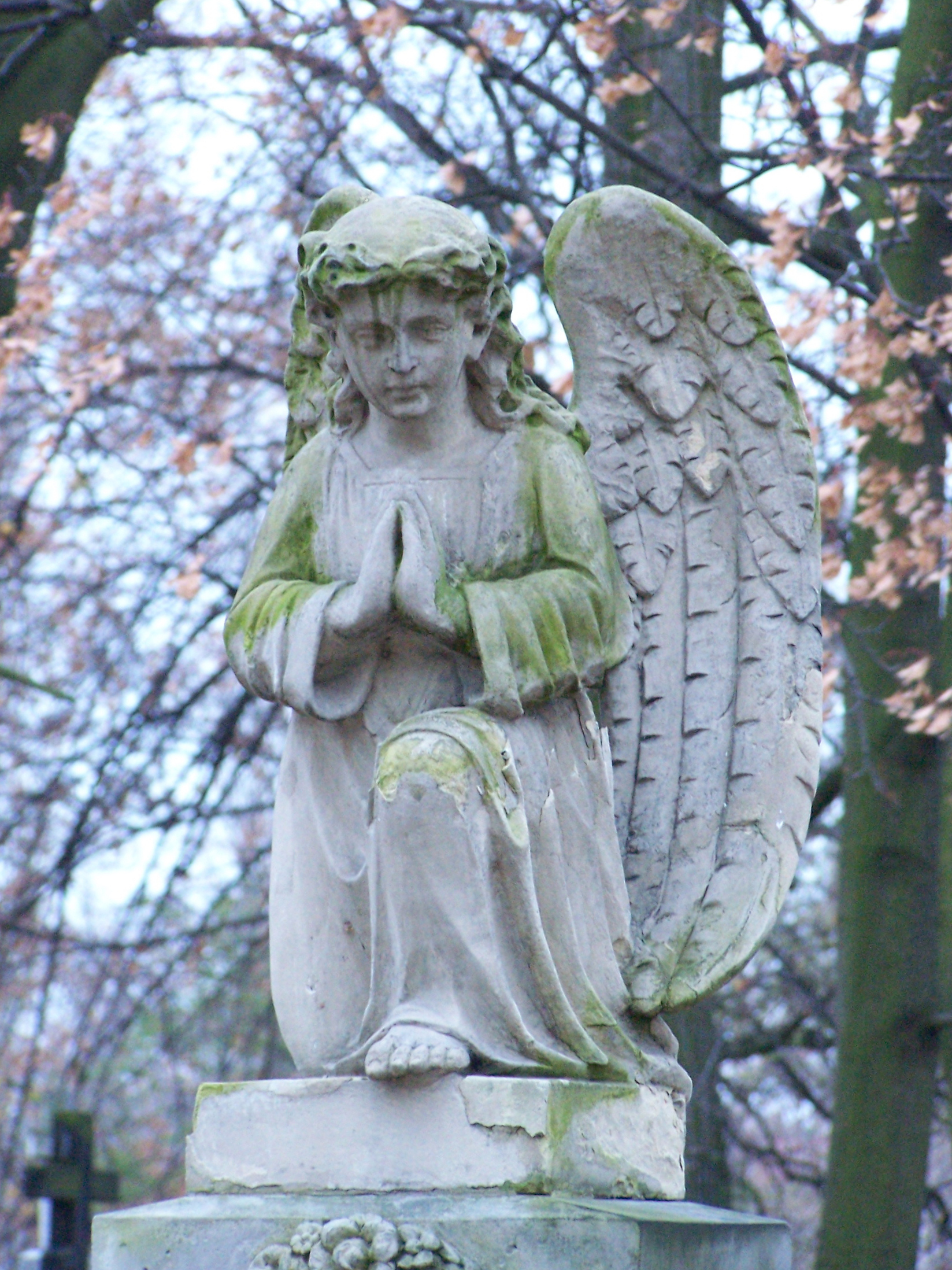
Statue d'ange dans un des cimetières de Piotrków.
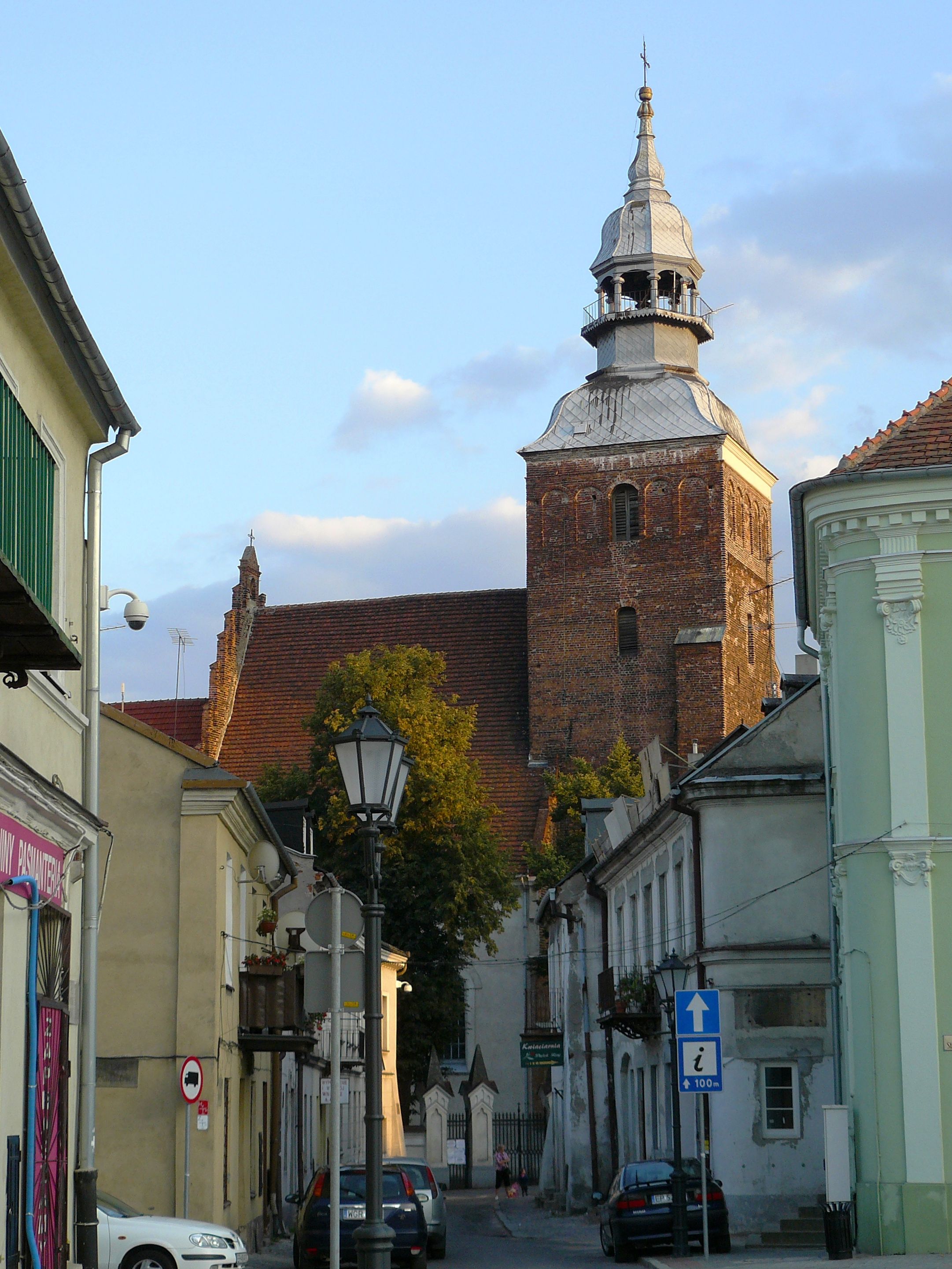
Église paroissiale de Piotrków vue de la place Stefan-Czarniecki.
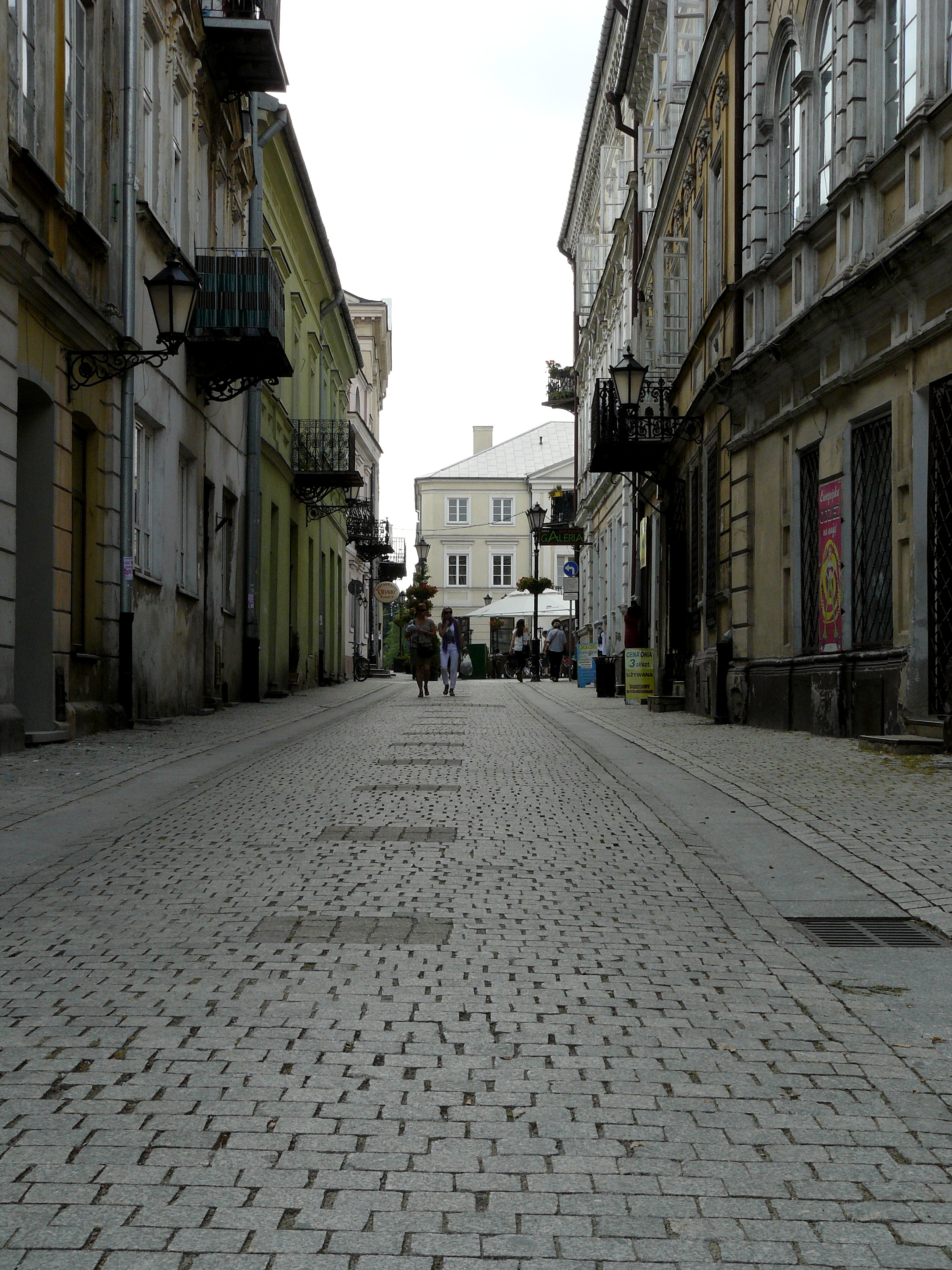
Rue Grodzka près de la Vieille Place du Marché.
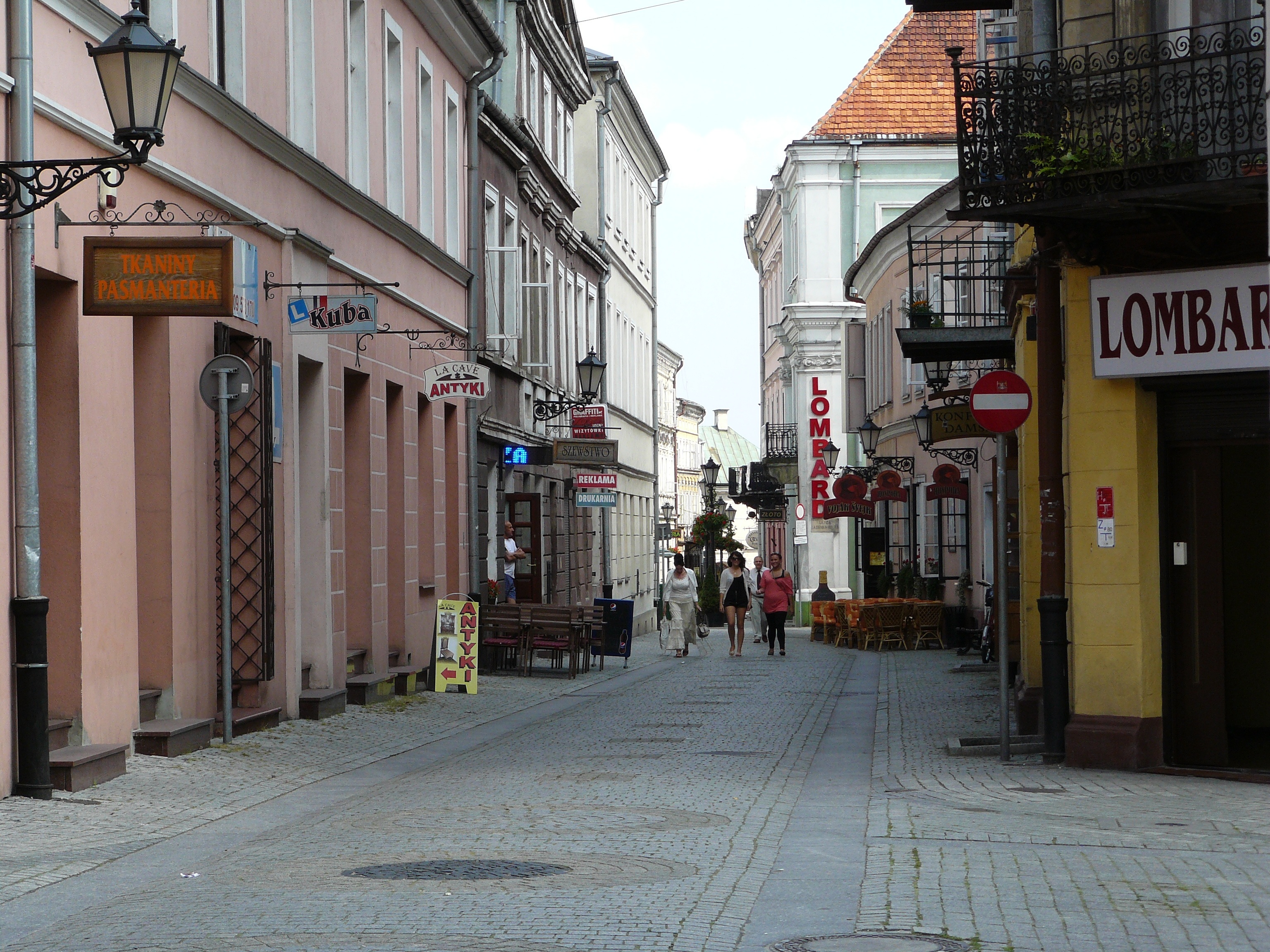
Rue Szewska dans la vieille ville.
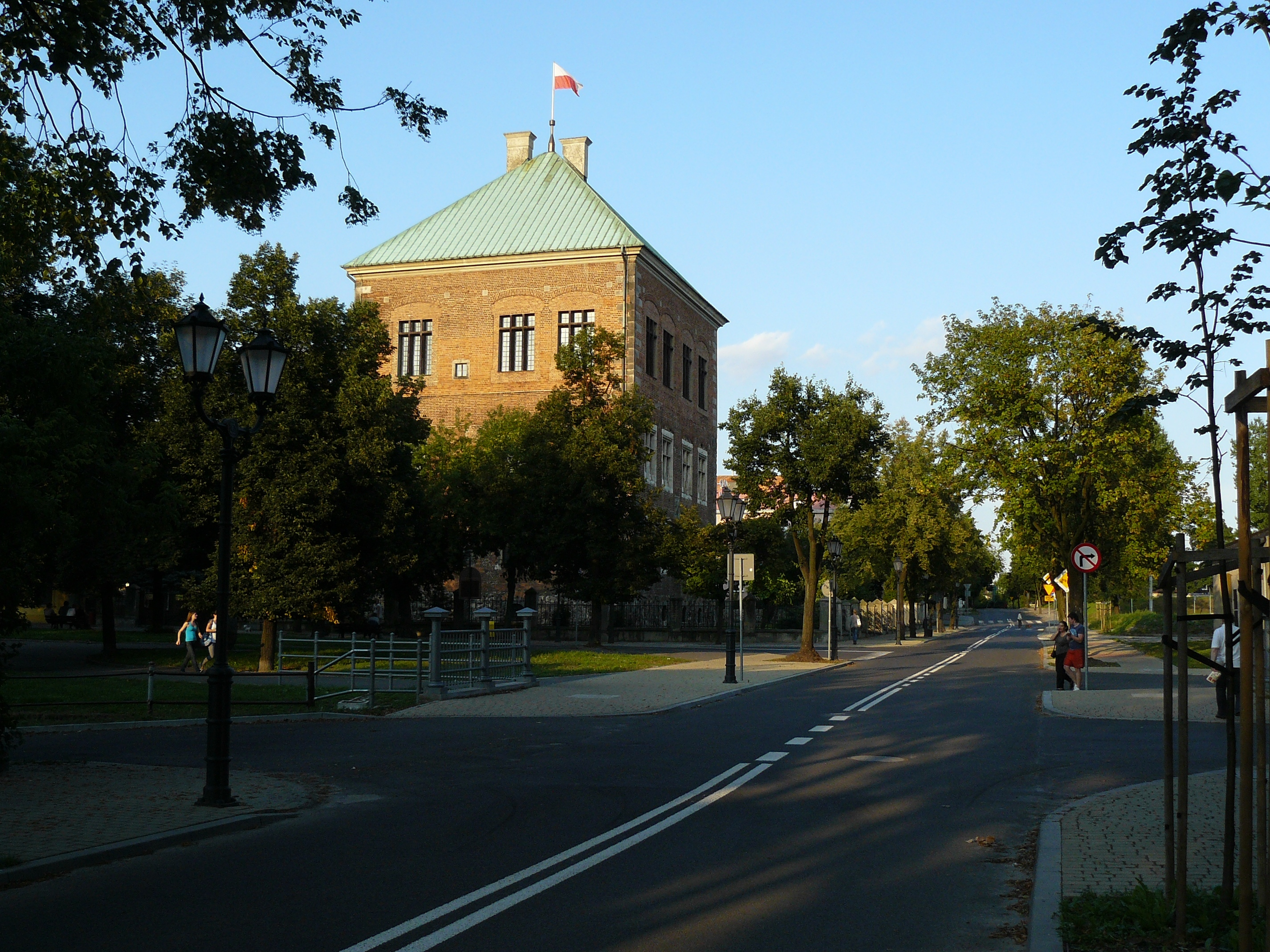
Château Royal.
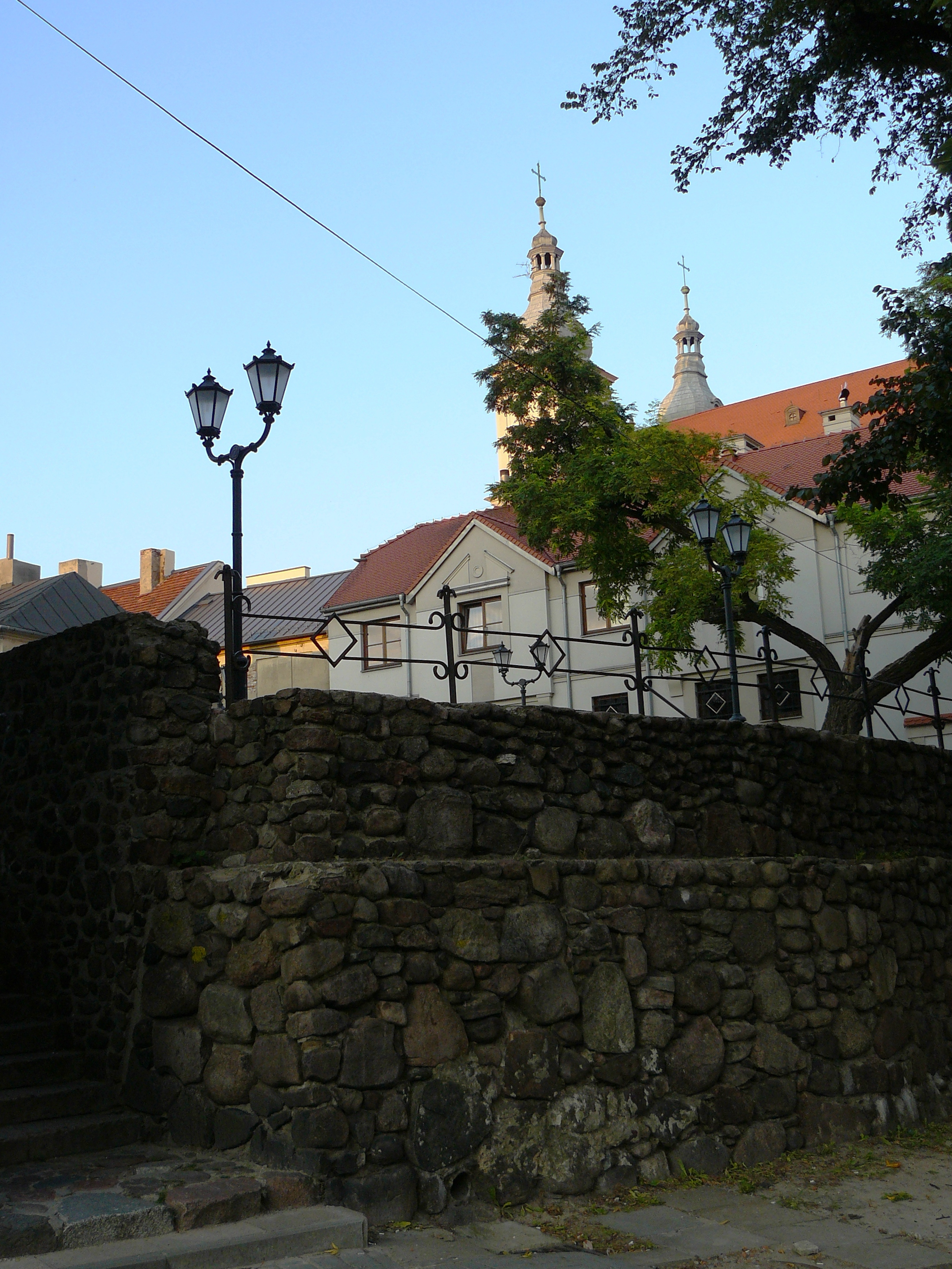
Restes de vieilles murailles de la ville.
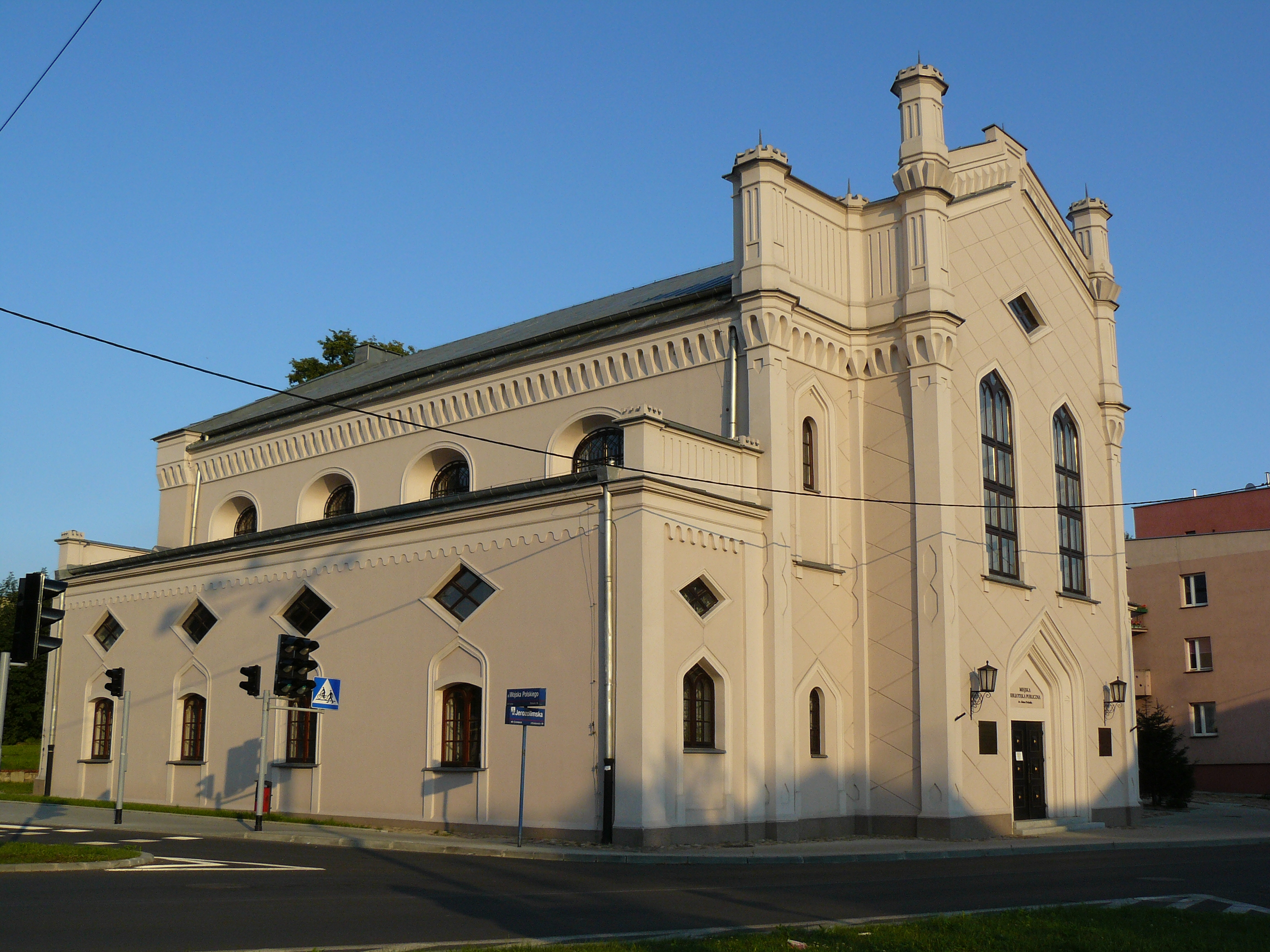
Ancienne synagogue.
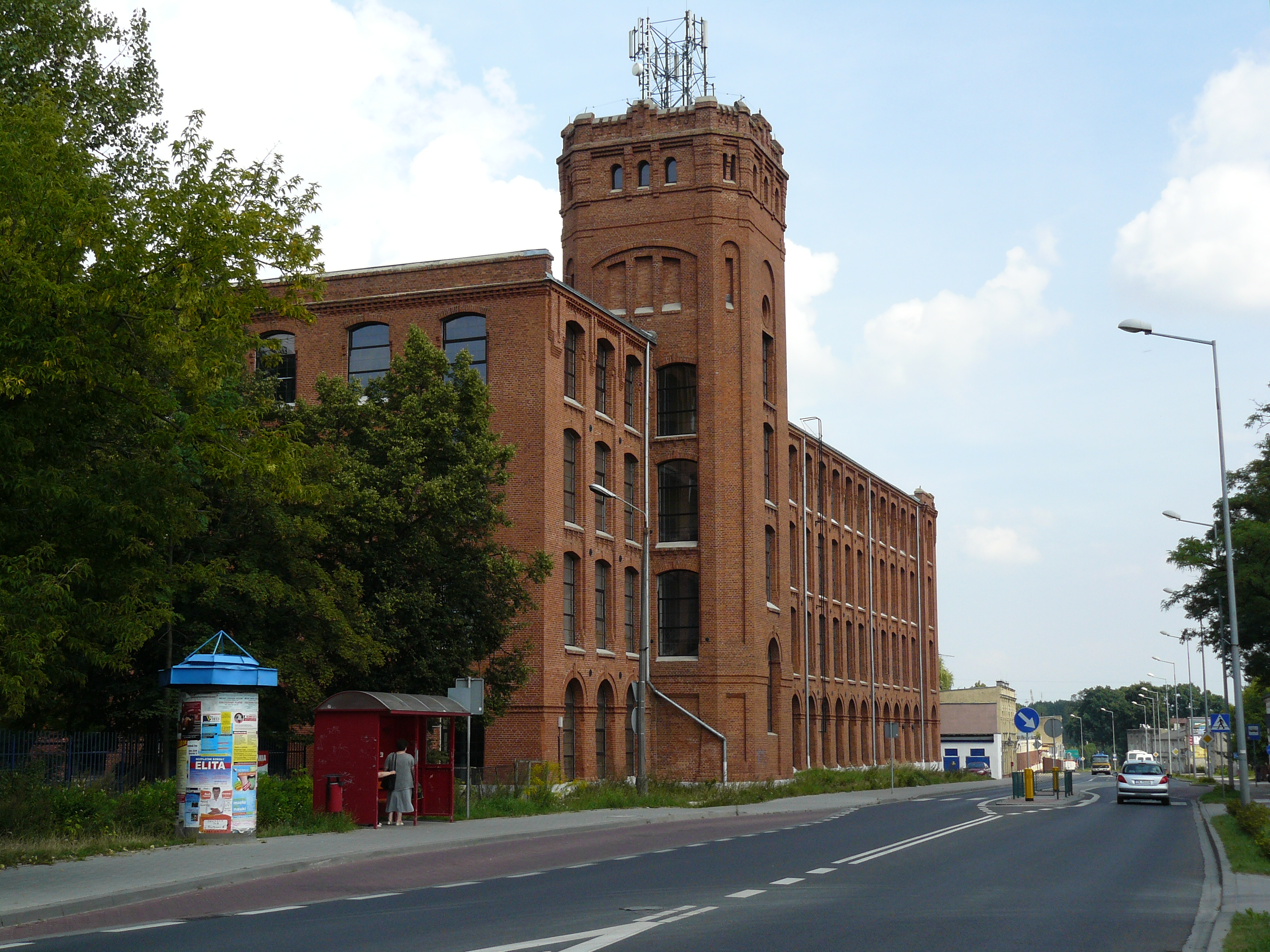
Ancienne usine Piotrkowska Manufaktura.
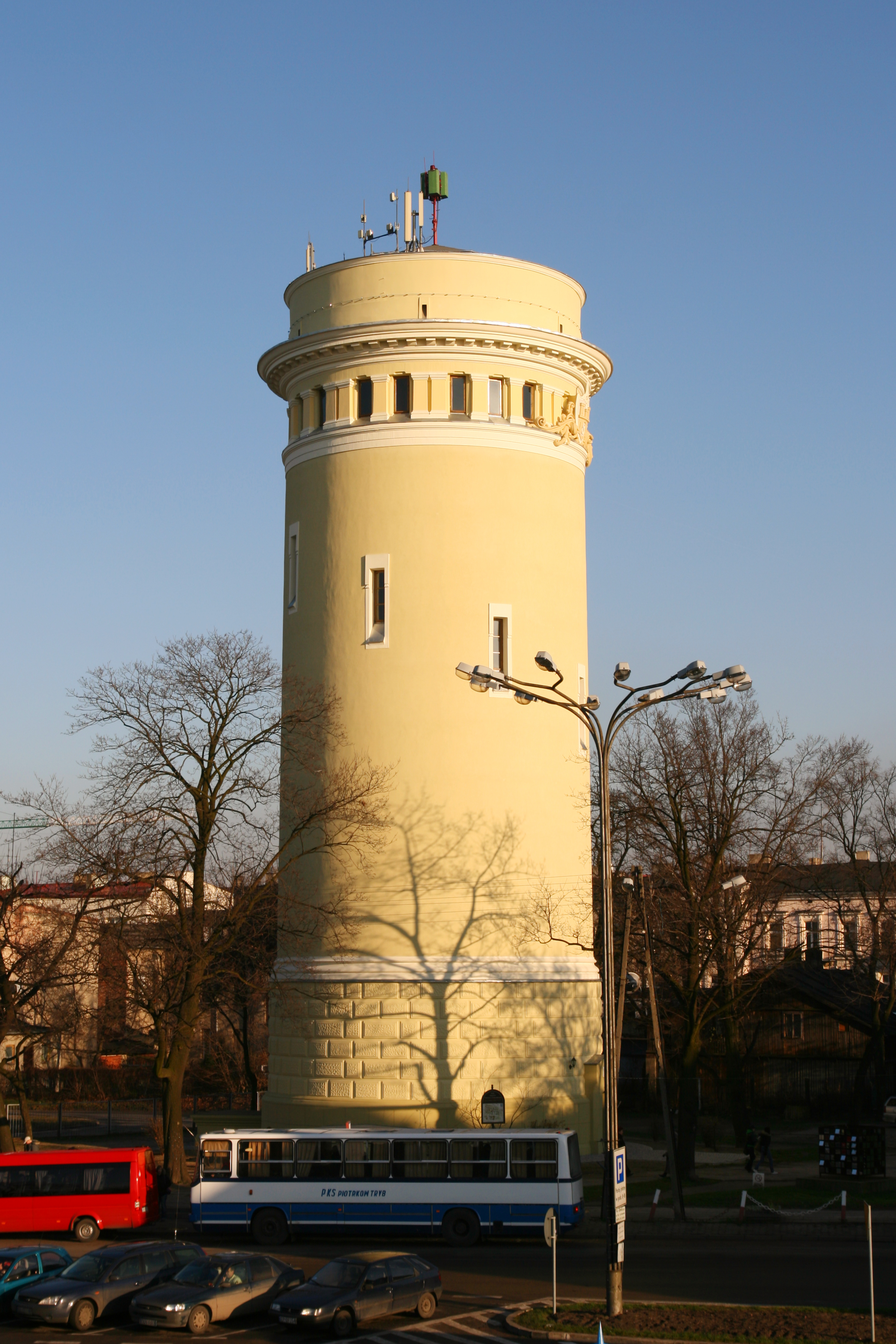
Château d'eau à proximité des gares routière et ferroviaire.
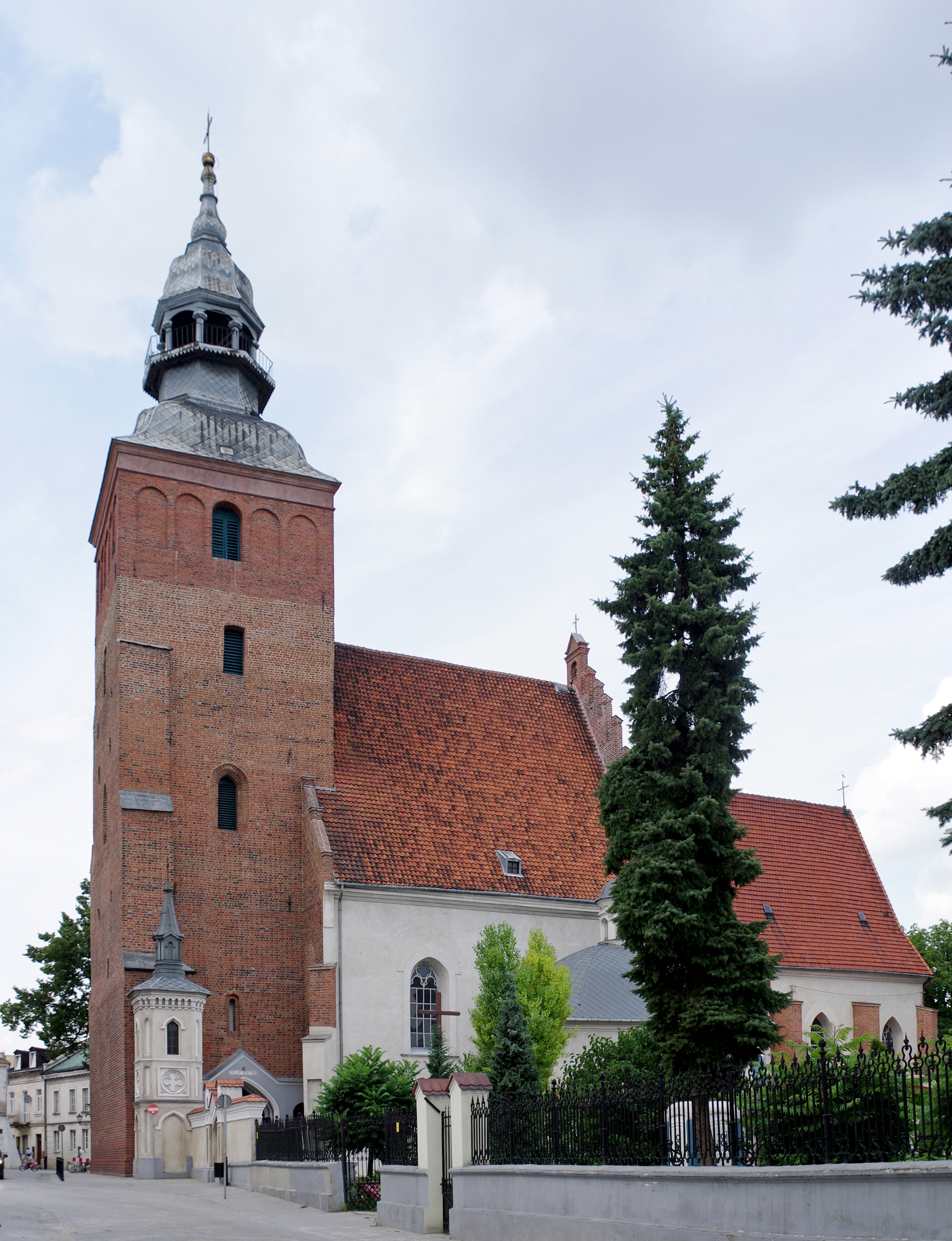
Église paroissiale Saint-Jean.
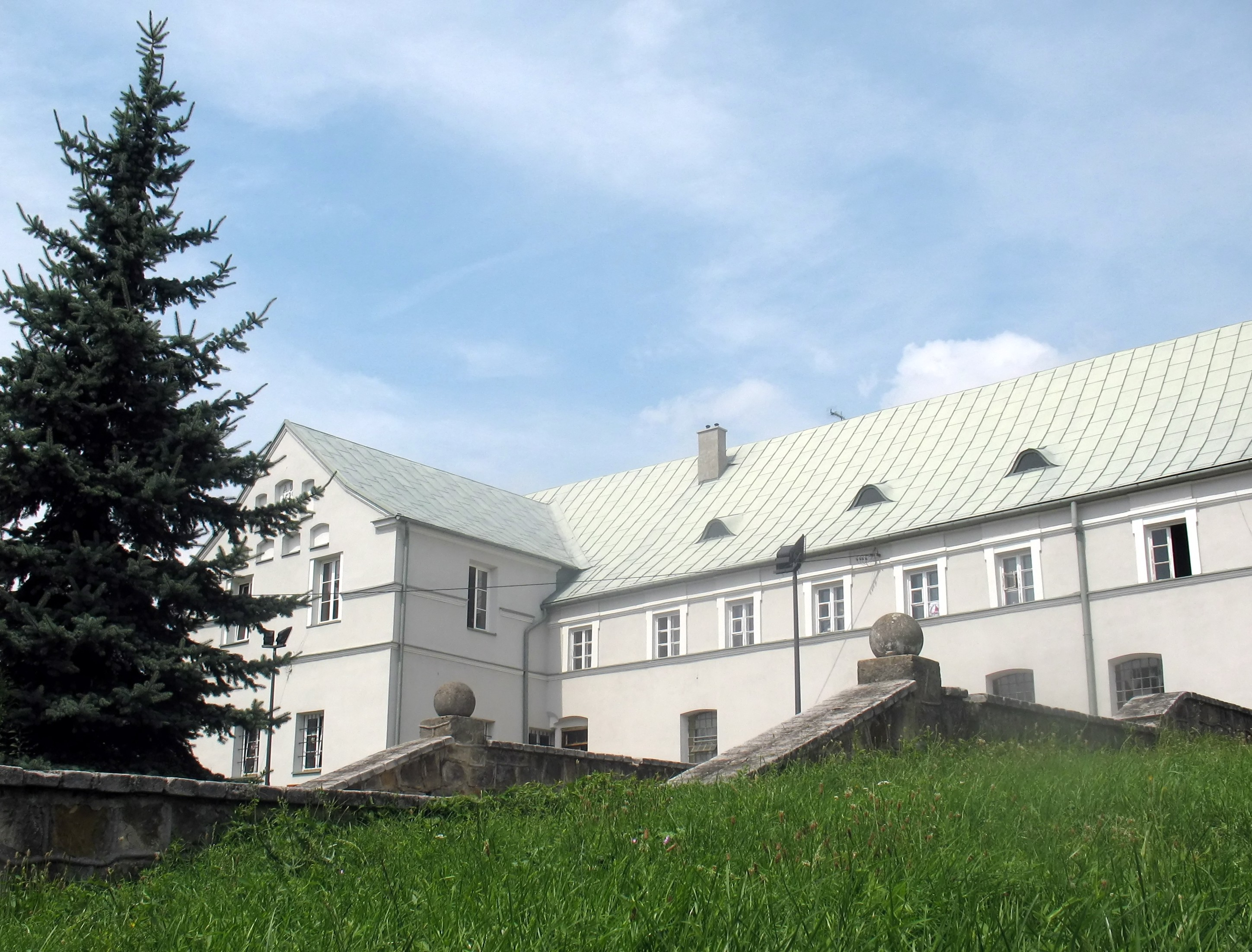
Monastère des Bernardins.